# Kabinett Vorster II

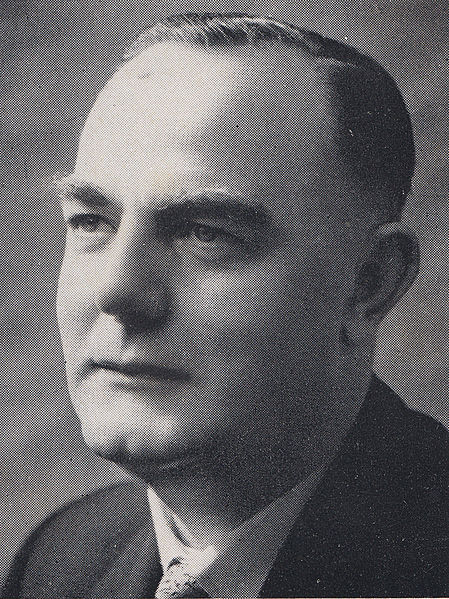
Balthazar Johannes Vorster war zwischen 1966 und 1978 Premierminister von Südafrika

Das Kabinett Vorster II wurde in Südafrika am 18. Mai 1970 von Premierminister Balthazar Johannes Vorster von der Nasionale Party (NP) gebildet und löste das Kabinett Vorster I ab. Es blieb bis zum 29. April 1974 im Amt und wurde dann vom Kabinett Vorster III abgelöst.
| Amt                                                                 | Amtsinhaber                                | Beginn der Amtszeit          | Ende der Amtszeit              | Vize-Minister |
| ------------------------------------------------------------------- | ------------------------------------------ | ---------------------------- | ------------------------------ | --- |
| Premierminister                                                     | Balthazar Johannes Vorster                 | 18. Mai 1970                 | 29. April 1974                 | |
| Auswärtiges                                                         | Hilgard Muller                             | 18. Mai 1970                 | 29. April 1974                 | |
| Verteidigung                                                        | Pieter Willem Botha                        | 18. Mai 1970                 | 29. April 1974                 | |
| Finanzen                                                            | Nicolaas Diederichs                        | 18. Mai 1970                 | 29. April 1974                 | Abraham du Plessis (1970–1972) Chris Heunis (1972–1974)                                                                                  |
| Inneres                                                             | Marais Viljoen Theo Gerdener Connie Mulder | 18. Mai 1970 1970 1972       | 1970 1972 29. April 1974       | Schalk van der Merwe (1970–1972) Jimmy Kruger (1972–1974)                                                                                |
| Justiz Strafvollzug                                                 | Petrus Cornelius Pelser                    | 18. Mai 1970                 | 29. April 1974                 | |
| Polizei                                                             | Lourens Muller                             | 18. Mai 1970                 | 29. April 1974                 | Jimmy Kruger (1972–1974) |
| Transport                                                           | Ben Schoeman                               | 18. Mai 1970                 | 29. April 1974                 | Herman Engelbertus Martins (1970–1972) Johannes Wilhelm Rall (1972–1974)                                                                 |
| Arbeit                                                              | Marais Viljoen                             | 18. Mai 1970                 | 29. April 1974                 | |
| Bergbau                                                             | Carel de Wet Piet Koornhof                 | 18. Mai 1970 23. August 1972 | 23. August 1972 29. April 1974 | |
| Sport und Freizeit                                                  | Frank Waring Piet Koornhof                 | 18. Mai 1970 1972            | 1972 29. April 1974            | |
| Einwanderung                                                        | Connie Mulder Piet Koornhof                | 18. Mai 1970 1972            | 1972 29. April 1974            | |
| Wirtschaft                                                          | Lourens Muller                             | 18. Mai 1970                 | 29. April 1974                 | Abraham du Plessis (1970–1972) Chris Heunis (1972–1974)                                                                                  |
| Angelegenheiten, Bildung und Entwicklung der Bantu                  | Michiel Coenraad Botha                     | 18. Mai 1970                 | 29. April 1974                 | Entwicklung der Bantu: Theo Gerdener (1970) Abraham Raubenheimer (1970–1974) Verwaltung und Bildung der Bantu: Piet Koornhof (1970–1972) |
| Nationale Bildung                                                   | Johannes Petrus van der Spuy               | 18. Mai 1970                 | 29. April 1974                 | |
| Öffentliche Arbeiten Gemeindeentwicklung                            | Blaar Coetzee Abraham du Plessis           | 18. Mai 1970 1972            | 1972 29. April 1974            | |
| Landwirtschaft                                                      | D. C. H. Uys Hendrik Schoeman              | 18. Mai 1970 1972            | 1972 29. April 1974            | Hendrik Schoeman (1970–1972) |
| Wasser Forsten                                                      | Stephanus Petrus Botha                     | 18. Mai 1970                 | 29. April 1974                 | |
| Post und Telegrafie 1970: Post, Telegrafie und Telekommunikation    | Matthys van Rensburg Marais Viljoen        | 18. Mai 1970 1970            | 1970 29. April 1974            | |
| Gesundheit                                                          | Carel de Wet Schalk van der Merwe          | 18. Mai 1970 23. August 1972 | 23. August 1972 29. April 1974 | |
| Soziales und Pensionen                                              | Connie Mulder Johannes Petrus van der Spuy | 18. Mai 1970 1972            | 1972 29. April 1974            | Schalk van der Merwe (1970–1972) Jimmy Kruger (1972–1974)                                                                                |
| Information                                                         | Connie Mulder                              | 18. Mai 1970                 | 29. April 1974                 | |
| Tourismus Angelegenheiten der indischen Bevölkerung                 | Frank Waring Owen Horwood                  | 18. Mai 1970 1972            | 1972 29. April 1974            | |
| Umwelt                                                              | Jannie Loots                               | 1973                         | 29. April 1974                 | |
| Planung und Statistik                                               | Jannie Loots                               | 18. Mai 1970                 | 29. April 1974                 | |
| Angelegenheiten von Coloureds Angelegenheiten des Homeland Rehoboth | Jannie Loots Schalk van der Merwe          | 18. Mai 1970 1972            | 1972 29. April 1974            | Schalk van der Merwe (1970–1972) |